# Władimir Cepielow
Władimir Wiktorowicz Cepielow (ros. Владимир Викторович Цепелёв, ur. 10 października 1956) – rosyjski lekkoatleta, specjalista skoku w dal, medalista mistrzostw Europy w 1978 i halowy mistrz Europy z 1979. W czasie swojej kariery startował w barwach Związku Radzieckiego.
Zajął 7. miejsce w skoku w dal na mistrzostwach Europy juniorów w 1975 w Atenach.
Zdobył brązowy medal w skoku w dal na halowych mistrzostwach Europy w 1978 w Mediolanie, przegrywając tylko z László Szalmą z Węgier i Ronaldem Desruellesem z Belgii. Na mistrzostwach Europy w 1978 w Pradze również zdobył brązowy medal, za Jacquesem Rousseau z Francji i Nenadem Stekiciem z Jugosławii.
Zwyciężył w skoku w dal na halowych mistrzostwach Europy w 1979 w Wiedniu, wyprzedzając swego kolegę z reprezentacji Związku Radzieckiego Wałerija Podłużnego i Lutza Franke z Niemieckiej Republiki Demokratycznej.
Cepielow był mistrzem ZSRR w skoku w dal w 1978, a w hali mistrzem w tej konkurencji w 1978, 1981 i 1982.
Rekordy życiowe Cepielowa:
- skok w dal – 8,13 m (5 czerwca 1982, Ryga)
- skok w dal (hala) – 8,00 m (6 lutego 1983, Wilno)
- trójskok – 16,20 (23 sierpnia 1977, Kaługa)